# MONDO式 麻雀
『MONDO式 麻雀』（モンドしき マージャン）とは、2012年9月15日よりCS放送・MONDO TVで放映されている麻雀番組。

## 概要
「普段の麻雀にない面白さがあること」「実際の麻雀の強化になること」を軸に、今までに無いような画期的な麻雀の新ルールとしてMONDO TVが発案した新ルールを用いて行う麻雀対局番組。プロと著名人が、この新ルールを加えた麻雀対局を行う。

## 出演者[2]

### SEASON 1
- ワッキー（ペナルティ）
- 児嶋一哉（アンジャッシュ）
- 前原雄大
- 佐々木寿人
- 滝沢和典
- 瀬戸熊直樹
- 和泉由希子
- 石井あや

### SEASON 2
- ワッキー（ペナルティ）
- じゃい（インスタントジョンソン）
- 前原雄大
- 佐々木寿人
- 瀬戸熊直樹
- 山井弘
- 和泉由希子
- 宮内こずえ

### SEASON 3
- ワッキー（ペナルティ）
- 佐藤哲夫（パンクブーブー）
- 前原雄大
- 佐々木寿人
- 滝沢和典
- 村上淳
- 魚谷侑未
- 高宮まり

### SEASON 4
- ワッキー（ペナルティ）
- 須藤敬志（トレンディエンジェル）
- 前原雄大
- 佐々木寿人
- 滝沢和典
- 村上淳
- 魚谷侑未
- 高宮まり

### SEASON 5
- ワッキー（ペナルティ）
- 狩野英孝
- 前原雄大
- 佐々木寿人
- 滝沢和典
- 魚谷侑未
- 和久津晶
- 茅森早香

### SEASON 6
- ワッキー（ペナルティ）
- 大村朋宏（トータルテンボス）
- 前原雄大
- 佐々木寿人
- 魚谷侑未
- 高宮まり
- 井出康平
- 二階堂亜樹

### SEASON 7
- ワッキー（ペナルティ）
- 山本圭壱（極楽とんぼ）
- 宮内こずえ
- 和泉由希子
- 前原雄大
- 佐々木寿人
- 水瀬夏海
- 小林剛

### SEASON 8
- ワッキー（ペナルティ）
- 徳井健太（平成ノブシコブシ）
- 大島麻美
- 都美
- 前原雄大
- 佐々木寿人
- 滝沢和典
- 瀬戸熊直樹

### SEASON 9
- 田村亮（ロンドンブーツ1号2号）
- 山本博（ロバート）
- 魚谷侑未
- 近藤誠一
- 前原雄大
- 佐々木寿人
- 滝沢和典
- 宮内こずえ

## 追加された新ルール[2]
使用される新ルールは、各放送回ごとに異なる。
- MONDOリーチ棒 - 対局開始時に、点棒とは別に1本ずつ配布。リーチをかける際にMONDOリーチ棒を出して和了すると得点が2倍になる。ただし、使用できるのは各自1回だけ。
- MONDO式縛りサイコロ - 毎局配牌を終えた時点で親が縛りサイコロをふり、出た目に従った条件をクリアしないと和了できない。出目（縛り条件）は以下のとおり。
  - 「満」：満貫縛り→満貫以上でないと和了れない。
  - 「面」：面前縛り→面前[3]でないと和了れない。
  - 「色」：色縛り→ホンイツ、チンイツ、三色（三色同順・三色同刻）でしか和了れない。
  - 「順」：順子縛り→順子手でないと和了れない（待ちは単騎や嵌張でも可）。
  - 「単」：単騎縛り→単騎待ちでしか和了れない。
  - 「M」：MONDO目→上記の5つから親が任意の1つを選択できる（配牌後なので親は自分に有利な縛りを選ぶ事が可能）。
- MONDO式縛りサイコロ ハイパー - ルールはMONDO式縛りサイコロと同じだが、目が異なる。
  - 「立」：立直縛り→立直をかけないと和了れない。
  - 「鳴」：鳴き縛り→鳴かないと和了れない。
  - 「両」：両面待ち禁止縛り→両面待ちでは和了れない。なおノベ単（両面単騎）待ちは和了ることが出来る。
  - 「刻色」：刻子一色縛り→刻子手、七対子（刻子手ではないが可）、一色手でないと和了れない。
  - 「増」：増飜縛り→前局よりも高い飜数でないと和了れない。
  - 「M」：MONDO目→上記の5つから親が任意の1つを選択できる
- MONDO joker - 持っているプレイヤーはすべての支払い点数が2倍になる。東1局の配牌後に親がサイコロを振り、最初のjoker者を決める。以後はjokerを持っているプレイヤーが和了れば、他家に渡すことができる。ツモ和了りの場合は渡す相手を指定、他家が放銃した場合は放銃者に渡す。
- 種別オールマイティ牌 - 「五萬」･「5索」･「5筒」･「白」のうち、各1枚ずつ「☆萬」･「☆索」･「☆筒」･「☆」のオールマイティー牌に変更。それぞれの種類の任意の牌（「☆」は任意の字牌）として使うことができる。
- MONDOバリア - 対局開始時に各自2個ずつ配布。危険牌などを打牌する時にMONDOバリアをかぶせて打牌すると、他家は和了ることもポン・チー・カンも出来なくなる。
- MONDO式コイコイ - ポーカーの「ダブルアップ」や花札の「こいこい」のように、ツモ和了りの後でさらなる和了りの権利を有するカード。和了り続ければさらなる加点が可能になる。
- イチゴ交換チップ - 自分の手牌のうち不要な牌を指名した他家の手牌と5枚まで交換する事が可能となるチップ。半荘に各自2回まで使用可能。
- お願いおみくじ - 毎回配牌を終えた時点で親はおみくじを引き、その内容に従って対局を行う。なお、従う義務が生じるのはわずかの例外を除き親のみである。おみくじの内容（カッコ内は運勢）は以下の通り
  - 捨牌と交換（大吉） - 7巡目の自摸の前に、河にある全プレイヤーの捨て牌と手牌のうち2枚まで交換してよい。
  - 2飜プラス（大吉） - 無条件で2飜アップする
  - 上家手牌見学（吉） - 6巡目終了まで上家の手牌を自由に覗ける
  - ドラ表示2枚（吉） - ドラ表示牌をもう1枚めくれる。裏ドラも2枚になる。全プレイヤーに適用される唯一の例外。
  - 面前縛り（凶） - MONDO式縛りサイコロの項を参照
  - 鳴き縛り（凶） - MONDO式縛りサイコロハイパーの項を参照
  - 手牌オープン（大凶） - 1巡目から手牌および自摸牌を全部見せなければならない。
  - 1飜マイナス（大凶） - 無条件で1飜ダウンする。役が1飜しかない場合は和了れない、いわゆる2飜縛りと同様の状態になる。
  - ジョーカー移行（大吉） - MONDO jokerを任意のプレイヤーに押し付けることができる。SEASON5の3回戦のみ登場
  - アイテムプレゼント（大吉） - MONDOリーチ棒、MONDOバリア、MONDO式コイコイ、イチゴ交換チップのうち望むものがもらえる。SEASON5の3回戦のみ登場

### ビンゴ
2020年シリーズより登場。正方形パネルから9分割され、指定された役や飜数（例えば「2飜で和了」のマスがあったら、2飜ちょうどで和了しないと、クリアとはならない）のお題が登場し、そのお題をクリアすれば、そのお題のマスに〇印がつく。〇印が縦、横、斜めに1列揃うとビンゴになり、1列揃うたびに2000点和了点として、加算される（2列揃うと4000点、3列揃うと6000点というように、1列ごとに2000点ずつ加算される）。3列以上達成した時点で、ビンゴのお題がランダムに変更される。